# Административное деление Канады
В Канаде существуют две основные системы территориального деления: административное и переписное.
В административном отношении в разных частях Канады выделяются от одного (Юкон) до четырёх (Квебек) уровней деления.

## Первый уровень
На первом уровне вся территория Канады состоит из десяти провинций и трёх территорий.
Десять современных провинций: Альберта, Британская Колумбия, Квебек, Манитоба, Новая Шотландия, Нью-Брансуик, Ньюфаундленд и Лабрадор, Онтарио, Остров Принца Эдуарда и Саскачеван. Три территории: Нунавут, Северо-Западные территории и Юкон.

## Региональный уровень
Все провинции и территории Канады подразделяются на регионы/области (англ. regions, фр. régions) для различных официальных и неофициальных целей. В некоторых провинциях и территориях области официально являются уровнем административного деления (Квебек, Северо-Западные территории, частично Нунавут). В других провинциях и территориях «области» не имеют официального статуса.

## Окружной уровень и уровень графств
Более распространённым (фактически вторым) уровнем административного деления является графства / округа. Этот уровень официально существует в 6 провинциях (см. таблицу ниже).

## Муниципальный уровень
Наконец почти во всех провинциях и территориях Канады выделяются административные единицы муниципального уровня: муниципалитеты, города, деревни, посёлки, приходы, кантоны, графства и округа. Территории без постоянного населения не входят в единицы муниципального уровня, а являются невключёнными территориями.

## Индейские резервации
Индейские резервации не входят в административные единицы муниципального уровня и, как правило, окружного уровня, являясь фактически самостоятельным уровнем административного деления.

## Переписное деление
Переписные географические единицы Канады — подразделения страны, созданные и используемые федеральным правительством и статистической службой Канады при проведении переписей населения Канады, проводимых каждые пять лет. Существует четыре уровня переписного деления:
- 1. верхний уровень — провинции и территории Канады;
- 2. переписные области (англ. census division) в основном соответствуют АЕ окружного уровня
- 3. переписные подобласти (англ. census subdivision) часто соответствуют АЕ муниципального уровня;
- 4. объединения кварталов (англ. dissemination areas).

## Обзорная таблица
Тёмно-серой заливкой выделены неадминистративные единицы.
| АД-1                            | Регионы/области (Regions) | Окружной/ «графский» уровень (Counties) АД-2                                                      | Переписные области (CD)                 | Муниципальный уровень                                            | Переписные подобласти (CSD)         |
| ------------------------------- | ------------------------- | ------------------------------------------------------------------------------------------------- | --------------------------------------- | ---------------------------------------------------------------- | ----------------------------------- |
| Административное деление Канады | св. 100 областей/регионов | Административное деление Канады окружного уровня — 219                                            | Переписные единицы Канады — 290         | Административное деление Канады муниципального уровня — ок. 3700 | 5418                                |
| АДК                             | Категория:Области Канады  | Категория:Административное деление Канады окружного уровня                                        |                                         | Категория:Административное деление Канады муниципального уровня  | Категория:Переписное деление Канады |
| Альберта (АПД)                  | 6                         | —                                                                                                 | 19 ПО                                   | ~356                                                             | 453                                 |
| Британская Колумбия             | 5—27                      | 29 округов (regional district), в том числе 1 не адм.                                             | = АД2 (29 ПО)                           | ~158                                                             | 836                                 |
| Квебек                          | 17                        | 104 АЕ: 87 графств (RCM) + 14 городов + 3 эквивалентных территории; отдельно индейские резервации | 98 ПО, почти совпадает с АД2            | ~1117                                                            | 1294                                |
| Манитоба                        | 8                         | —                                                                                                 | 23 ПО                                   | ~201                                                             | 297                                 |
| Новая Шотландия (АД)            | 11                        | 18 графств (county)                                                                               | = АД2 (11)                              | ~46                                                              | 100                                 |
| Нунавут                         | 3?                        | —                                                                                                 | = АД1 (3)                               | ~25                                                              | 31                                  |
| Нью-Брансуик                    | 13                        | 15 графств (county)                                                                               | = АД2 (15)                              | ~255                                                             | 276                                 |
| Ньюфаундленд и Лабрадор         | 2—11                      | —                                                                                                 | 11 ПО (частично соответствуют регионам) | ~282                                                             | 377                                 |
| Онтарио (АД)                    | 6                         | 50 АЕ: разные мун-ты и графства                                                                   | = АД2 (50)                              | ~415                                                             | 585                                 |
| Остров Принца Эдуарда           | 7                         | 3 графства (county)                                                                               | = АД2 (3)                               | ~76                                                              | 113                                 |
| Саскачеван                      | 9                         | —                                                                                                 | 18 ПО                                   | ~803                                                             | 984                                 |
| Северо-Западные территории      | 5                         | —                                                                                                 | 2 ПО                                    | ~6                                                               | 37                                  |
| Юкон                            | 1                         | —                                                                                                 | 1 ПО                                    | ~10 (?)                                                          | 35                                  |